# Medalla del rey por el valor en la causa de la libertad

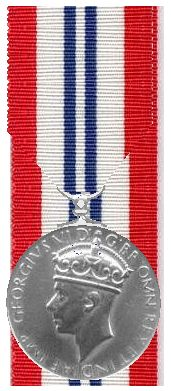

Medalla del rey por el valor en la causa de la libertad (en inglés: King's Medal for Courage in the Cause of Freedom) es el nombre de una condecoración británica, de carácter civil, creada el 23 de agosto de 1945, y distribuida a partir de 1947.
Está destinada a los civiles, agentes de información y a los miembros de sectores de evasiones, esencialmente no británicos, que, durante la Segunda Guerra Mundial, ayudaron a militares y civiles, británicos y aliados, a escapar del enemigo protegiéndoles, albergándoles, asistiéndoles y haciéndoles pasar a territorio aliado.
También tiene por objeto  honrar  a ciudadanos británicos que efectuaron trabajos peligrosos en favor de británicos, o de aliados, durante la guerra.
Existe una medalla similar para recompensar aquellos actos de servicio en los que no fue necesario poner en peligro la propia vida:  King's Medal for Service in the Cause of Freedom.

## Insignia
La medalla, acuñada en plata, tiene 36mm. de diámetro.
En el anverso figura la imagen de perfil izquierdo del rey Jorge VI con la inscripción  « GEORGIVS VI D: G: BR: OMN: REX ET IMP INDIAE:».
En el reverso, la medalla lleva la inscripción « King’s Medal of COURAGE in the Cause of Freedom» grabada en cinco líneas. La palabra “valor” (courage) está escrita en mayúsculas. La inscripción está rodeada por una cadena.
La medalla se acompaña de una cinta blanca con los bordes de color rojo, adornada en su centro con dos estrechas bandas azules.

## Galardonados
Según Abbot y Tamplin, autores de la obra British Gallantry Awards, no existe una lista nominativa de titulares y, sorprendentemente, ninguna de las concesiones ha sido publicada en la London Gazette (equivalente al Boletín Oficial del Estado español).
Sin embargo, estos autores estiman que, según las indicaciones aportadas por la Cancillería de las Órdenes británicas, con la cual mantienen lazos privilegiados, llegaría a 3.200 el número de personas distinguidas con esta condecoración, esencialmente civiles y agentes del BCRA.
Entre los condecorados identificados se encuentran 22 Compagnons de la Libération, así como los llamados “compañeros del 8 de noviembre” de 1942, que prepararon y participaron activamente en el desembarco aliado en Argel (Operación Torch).